# Primera División de España 1962-63
La temporada 1962-63 de la Primera División de España de fútbol corresponde a la 32.ª edición del campeonato. Se disputó del 16 de septiembre de 1962 al 21 de abril de 1963.
El Real Madrid Club de Fútbol logró esta temporada lo que ningún club había logrado hasta la fecha: proclamarse campeón de la liga española por tercer año consecutivo. Con su noveno título, los blancos superaron al Barcelona (ocho veces campeón) como equipo más laureado de la Primera División de España.

## Sistema de competición
La Primera División 1962-63 estuvo organizada por la Real Federación Española de Fútbol.
Como en la temporada anterior, tomaron parte 16 equipos de toda la geografía española, encuadrados en un grupo único. Siguiendo un sistema de liga, se enfrentaron todos contra todos en dos ocasiones -una en campo propio y otra en campo contrario- durante un total de 30 jornadas. El orden de los encuentros se decidió por sorteo antes de empezar la competición.
La clasificación se estableció a razón del siguiente sistema de puntuación: dos puntos para el equipo vencedor de un partido, un punto para cada contendiente en caso de empate y cero puntos para el perdedor de un partido. 
El equipo que más puntos sumó se proclamó campeón de liga y obtuvo la clasificación para la siguiente edición de la Copa de Europa. Por su parte, el campeón de la Copa del Generalísimo obtuvo la clasificación para la Recopa de Europa.
Los dos últimos clasificados fueron descendidos directamente a la Segunda División de España para la siguiente temporada, siendo reemplazados por los dos campeones de grupo de dicha categoría. Por su parte, los clasificados en 13.ª y 14.ª posición se vieron obligados a disputar una promoción contra los subcampeones de cada grupo de Segunda. Dicha promoción se jugó por eliminación directa a doble partido, siendo los ganadores los que obtuvieron plaza para la siguiente temporada en Primera División.

## Equipos participantes
Esta temporada participaron 16 equipos.
| Equipo                           | Ciudad            | Estadio               | Aforo  |
| -------------------------------- | ----------------- | --------------------- | ------ |
| Atlético de Bilbao               | Bilbao            | San Mamés             | 41.400 |
| Club Atlético de Madrid          | Madrid            | Metropolitano         | 58.000 |
| Club de Fútbol Barcelona         | Barcelona         | Camp Nou              | 83.868 |
| Real Betis Balompié              | Sevilla           | Benito Villamarín     | 16.060 |
| Córdoba Club de Fútbol           | Córdoba           | El Arcángel           | 23.800 |
| Real Club Deportivo de La Coruña | La Coruña         | Riazor                | 22.182 |
| Elche Club de Fútbol             | Elche             | Altabix               | 12.000 |
| Club Deportivo Málaga            | Málaga            | La Rosaleda           | 11.734 |
| Club Atlético Osasuna            | Pamplona          | San Juan              | 14.400 |
| Real Oviedo                      | Oviedo            | Carlos Tartiere       | 20.000 |
| Real Club Deportivo Mallorca     | Palma de Mallorca | Luis Sitjar           | 14.600 |
| Real Madrid Club de Fútbol       | Madrid            | Santiago Bernabéu     | 90.123 |
| Sevilla Club de Fútbol           | Sevilla           | Ramón Sánchez Pizjuán | 46.000 |
| Valencia Club de Fútbol          | Valencia          | Mestalla              | 53.190 |
| Real Zaragoza Club Deportivo     | Zaragoza          | La Romareda           | 32.416 |
| Real Valladolid Deportivo        | Valladolid        | José Zorrilla         | 21.333 |

Fuente: Anuario de la RFEF

## Clasificación

### Clasificación final
| Pos. | Equipo                        | Pts. | PJ | G  | E | P  | GF | GC | Dif. | Clasificación                                |
| ---- | ----------------------------- | ---- | -- | -- | - | -- | -- | -- | ---- | -------------------------------------------- |
| 1    | Real Madrid C. F. (C)         | 49   | 30 | 23 | 3 | 4  | 83 | 33 | +50  | Clasifica a la Copa de Europa                |
| 2    | Atlético de Madrid            | 37   | 30 | 14 | 9 | 7  | 61 | 36 | +25  | Clasifica a la Copa de Ferias                |
| 3    | Real Oviedo C. F.             | 33   | 30 | 15 | 3 | 12 | 52 | 46 | +6   |                                              |
| 4    | Real Valladolid               | 33   | 30 | 15 | 3 | 12 | 51 | 53 | −2   |                                              |
| 5    | Real Zaragoza                 | 32   | 30 | 14 | 4 | 12 | 54 | 39 | +15  | Clasifica a la Copa de Ferias                |
| 6    | C. F. Barcelona               | 31   | 30 | 11 | 9 | 10 | 45 | 36 | +9   | Clasifica a la Recopa de Europa              |
| 7    | Valencia C. F.                | 31   | 30 | 14 | 3 | 13 | 49 | 36 | +13  | Clasifica a la Copa de Ferias                |
| 8    | Elche C. F.                   | 29   | 30 | 11 | 7 | 12 | 48 | 59 | −11  |                                              |
| 9    | Real Betis                    | 28   | 30 | 12 | 4 | 14 | 41 | 47 | −6   |                                              |
| 10   | Atlético de Bilbao            | 28   | 30 | 10 | 8 | 12 | 41 | 40 | +1   |                                              |
| 11   | Sevilla C. F.                 | 27   | 30 | 11 | 5 | 14 | 40 | 55 | −15  |                                              |
| 12   | Córdoba C. F.                 | 27   | 30 | 12 | 3 | 15 | 35 | 39 | −4   |                                              |
| 13   | R. C. D. Mallorca (D)         | 26   | 30 | 11 | 4 | 15 | 47 | 57 | −10  | Promoción de permanencia en Primera División |
| 14   | R. C. Deportivo La Coruña (D) | 25   | 30 | 11 | 3 | 16 | 33 | 48 | −15  | Promoción de permanencia en Primera División |
| 15   | C. A. Osasuna (D)             | 24   | 30 | 9  | 6 | 15 | 39 | 50 | −11  | Descenso a Segunda División                  |
| 16   | C. D. Málaga (D)              | 20   | 30 | 8  | 4 | 18 | 25 | 70 | −45  | Descenso a Segunda División                  |

 Fuente: BDFutbol
Criterios de clasificación: Puntos · Diferencia de goles · Goles a favor · Play-off

### Evolución de la clasificación
| Equipo / Jornada    | 01 | 02 | 03 | 04 | 05 | 06 | 07 | 08 | 09 | 10 | 11 | 12 | 13 | 14 | 15 | 16 | 17 | 18 | 19 | 20 | 21 | 22 | 23 | 24 | 25 | 26 | 27 | 28 | 29 | 30 |
| ------------------- | -- | -- | -- | -- | -- | -- | -- | -- | -- | -- | -- | -- | -- | -- | -- | -- | -- | -- | -- | -- | -- | -- | -- | -- | -- | -- | -- | -- | -- | -- |
| Real Madrid         | 4  | 2  | 1  | 1  | 1  | 1  | 1  | 1  | 1  | 1  | 1  | 1  | 1  | 1  | 1  | 1  | 1  | 1  | 1  | 1  | 1  | 1  | 1  | 1  | 1  | 1  | 1  | 1  | 1  | 1  |
| Atlético de Madrid  | 3  | 1  | 2  | 2  | 2  | 2  | 3  | 2  | 2  | 4  | 3  | 2  | 4  | 3  | 4  | 5  | 4  | 4  | 4  | 4  | 2  | 2  | 2  | 2  | 2  | 2  | 2  | 2  | 2  | 2  |
| Real Oviedo         | 15 | 11 | 6  | 4  | 6  | 6  | 6  | 6  | 5  | 2  | 4  | 4  | 3  | 2  | 2  | 2  | 2  | 2  | 2  | 3  | 4  | 5  | 5  | 4  | 5  | 3  | 4  | 6  | 4  | 3  |
| Real Valladolid     | 11 | 8  | 9  | 5  | 5  | 5  | 4  | 4  | 4  | 3  | 2  | 3  | 2  | 4  | 3  | 3  | 3  | 3  | 3  | 2  | 3  | 3  | 3  | 3  | 3  | 5  | 3  | 4  | 3  | 4  |
| Real Zaragoza       | 1  | 5  | 10 | 12 | 9  | 10 | 10 | 9  | 7  | 6  | 7  | 6  | 5  | 5  | 6  | 6  | 6  | 6  | 6  | 6  | 7  | 6  | 6  | 7  | 8  | 7  | 6  | 5  | 7  | 5  |
| CF Barcelona        | 6  | 3  | 4  | 3  | 3  | 3  | 2  | 3  | 3  | 7  | 5  | 7  | 6  | 7  | 7  | 7  | 7  | 7  | 9  | 7  | 6  | 8  | 7  | 5  | 6  | 6  | 7  | 7  | 5  | 6  |
| Valencia CF         | 14 | 10 | 14 | 8  | 4  | 4  | 5  | 5  | 6  | 5  | 6  | 5  | 7  | 6  | 5  | 4  | 5  | 5  | 5  | 5  | 5  | 4  | 4  | 6  | 4  | 4  | 5  | 3  | 6  | 7  |
| Elche CF            | 13 | 13 | 15 | 16 | 16 | 16 | 15 | 12 | 14 | 14 | 14 | 14 | 11 | 13 | 13 | 13 | 11 | 12 | 10 | 11 | 12 | 12 | 12 | 10 | 10 | 10 | 9  | 9  | 8  | 8  |
| Real Betis          | 12 | 16 | 16 | 14 | 14 | 13 | 13 | 14 | 11 | 12 | 9  | 11 | 9  | 10 | 8  | 8  | 9  | 9  | 12 | 12 | 11 | 11 | 11 | 13 | 11 | 13 | 11 | 10 | 9  | 9  |
| Atlético de Bilbao  | 9  | 14 | 13 | 15 | 11 | 12 | 11 | 11 | 13 | 11 | 11 | 12 | 10 | 12 | 12 | 12 | 10 | 11 | 8  | 8  | 8  | 9  | 8  | 8  | 7  | 8  | 8  | 8  | 10 | 10 |
| Sevilla CF          | 10 | 15 | 12 | 7  | 7  | 7  | 7  | 7  | 8  | 8  | 8  | 8  | 8  | 9  | 11 | 9  | 12 | 10 | 11 | 9  | 10 | 10 | 10 | 12 | 13 | 12 | 13 | 11 | 11 | 11 |
| Córdoba CF          | 7  | 9  | 5  | 9  | 8  | 8  | 8  | 8  | 9  | 9  | 10 | 10 | 13 | 11 | 9  | 10 | 8  | 8  | 7  | 10 | 9  | 7  | 9  | 9  | 9  | 9  | 10 | 12 | 12 | 12 |
| RCD Mallorca        | 2  | 4  | 3  | 6  | 10 | 11 | 9  | 10 | 10 | 10 | 13 | 9  | 12 | 8  | 10 | 11 | 13 | 14 | 13 | 13 | 13 | 13 | 13 | 11 | 12 | 11 | 12 | 13 | 13 | 13 |
| Deportivo La Coruña | 8  | 7  | 8  | 11 | 15 | 15 | 14 | 15 | 12 | 13 | 12 | 13 | 14 | 14 | 16 | 16 | 16 | 16 | 16 | 16 | 14 | 15 | 16 | 16 | 15 | 15 | 15 | 14 | 14 | 14 |
| CA Osasuna          | 5  | 6  | 11 | 13 | 13 | 14 | 16 | 16 | 16 | 16 | 16 | 15 | 16 | 15 | 15 | 15 | 15 | 15 | 15 | 15 | 16 | 16 | 15 | 14 | 14 | 14 | 14 | 15 | 15 | 15 |
| CD Málaga           | 16 | 12 | 7  | 10 | 12 | 9  | 12 | 13 | 15 | 15 | 15 | 16 | 15 | 16 | 14 | 14 | 14 | 13 | 14 | 14 | 15 | 14 | 14 | 15 | 16 | 16 | 16 | 16 | 16 | 16 |

### Promoción de permanencia
- Disputado a doble partido:

| Equipo 1               | Global | Equipo 2 | Ida | Vuelta | Desempate |
| ---------------------- | ------ | -------- | --- | ------ | --------- |
| RCD Español            | 2-2    | Mallorca | 2-1 | 1-2    | 1-0       |
| Equipo 1               | Global | Equipo 2 | Ida | Vuelta | Desempate |
| Deportivo de la Coruña | 2-4    | Levante  | 1-2 | 2-1    | -         |

## Resultado
| Local \ Visitante         | ATH | ATM | BAR | BET | COR | DEP | ELC | MAL | MLL | OSA | OVI | RMA | SEV | VAL | VLD | ZAR |
| ------------------------- | --- | --- | --- | --- | --- | --- | --- | --- | --- | --- | --- | --- | --- | --- | --- | --- |
| Atlético de Bilbao        | —   | 0–0 | 2–3 | 0–0 | 3–1 | 1–3 | 2–1 | 3–0 | 5–3 | 2–2 | 3–1 | 0–1 | 2–0 | 2–1 | 3–0 | 0–2 |
| Atlético de Madrid        | 2–0 | —   | 4–2 | 3–0 | 2–0 | 3–1 | 1–1 | 5–0 | 6–1 | 3–0 | 0–0 | 1–1 | 2–0 | 5–1 | 5–2 | 2–1 |
| C. F. Barcelona           | 0–0 | 0–0 | —   | 1–0 | 2–1 | 5–2 | 4–0 | 4–0 | 1–1 | 0–0 | 2–1 | 1–5 | 0–0 | 1–1 | 2–1 | 0–0 |
| Real Betis                | 3–2 | 1–0 | 1–1 | —   | 1–0 | 4–0 | 2–3 | 0–1 | 2–1 | 2–1 | 2–1 | 2–5 | 2–1 | 2–0 | 2–2 | 2–0 |
| Córdoba C. F.             | 1–2 | 1–1 | 1–2 | 1–0 | —   | 3–1 | 5–0 | 3–1 | 1–2 | 3–0 | 4–0 | 1–1 | 0–0 | 1–0 | 1–0 | 1–0 |
| R. C. Deportivo La Coruña | 0–1 | 1–1 | 1–0 | 2–1 | 2–0 | —   | 1–1 | 3–2 | 1–0 | 3–1 | 2–1 | 1–3 | 1–0 | 0–0 | 1–0 | 0–2 |
| Elche C. F.               | 1–1 | 2–1 | 1–1 | 0–3 | 0–1 | 3–0 | —   | 0–2 | 2–2 | 2–1 | 2–1 | 0–2 | 8–1 | 2–0 | 2–3 | 2–1 |
| C. D. Málaga              | 2–0 | 1–1 | 0–7 | 1–1 | 1–0 | 1–0 | 4–6 | —   | 2–1 | 2–0 | 1–3 | 0–4 | 1–0 | 0–2 | 1–1 | 1–1 |
| R. C. D. Mallorca         | 1–0 | 4–0 | 2–0 | 1–2 | 2–0 | 3–1 | 0–1 | 5–0 | —   | 0–0 | 3–0 | 5–2 | 1–0 | 0–2 | 0–0 | 2–1 |
| C. A. Osasuna             | 1–0 | 1–4 | 3–1 | 3–2 | 3–0 | 1–0 | 3–0 | 3–0 | 4–1 | —   | 2–3 | 1–1 | 0–0 | 0–1 | 4–1 | 1–2 |
| Real Oviedo C. F.         | 1–1 | 3–0 | 3–1 | 4–3 | 2–0 | 1–0 | 6–1 | 2–0 | 2–0 | 1–1 | —   | 0–1 | 5–1 | 2–0 | 4–0 | 1–0 |
| Real Madrid C. F.         | 3–2 | 4–3 | 2–0 | 3–0 | 1–0 | 2–1 | 6–1 | 5–0 | 5–2 | 5–0 | 2–1 | —   | 2–1 | 1–0 | 4–1 | 4–2 |
| Sevilla C. F.             | 1–1 | 2–4 | 1–0 | 2–0 | 3–1 | 3–2 | 2–2 | 2–1 | 2–1 | 2–1 | 2–3 | 0–5 | —   | 3–1 | 3–2 | 3–1 |
| Valencia C. F.            | 2–0 | 3–0 | 0–3 | 5–0 | 0–1 | 0–1 | 2–2 | 2–0 | 7–2 | 4–1 | 5–0 | 2–1 | 1–0 | —   | 5–3 | 2–1 |
| Real Valladolid           | 2–1 | 2–1 | 1–0 | 1–0 | 6–0 | 3–1 | 0–2 | 2–0 | 2–0 | 2–1 | 2–0 | 4–2 | 3–1 | 1–0 | —   | 2–1 |
| Real Zaragoza C. D.       | 2–2 | 1–1 | 2–1 | 2–1 | 1–3 | 2–1 | 1–0 | 4–0 | 6–1 | 3–0 | 5–0 | 1–0 | 2–4 | 1–0 | 6–2 | —   |

## Máximos goleadores (Trofeo Pichichi)
El hispano-húngaro Ferenc Puskás logró el tercer Trofeo Pichichi de su carrera.

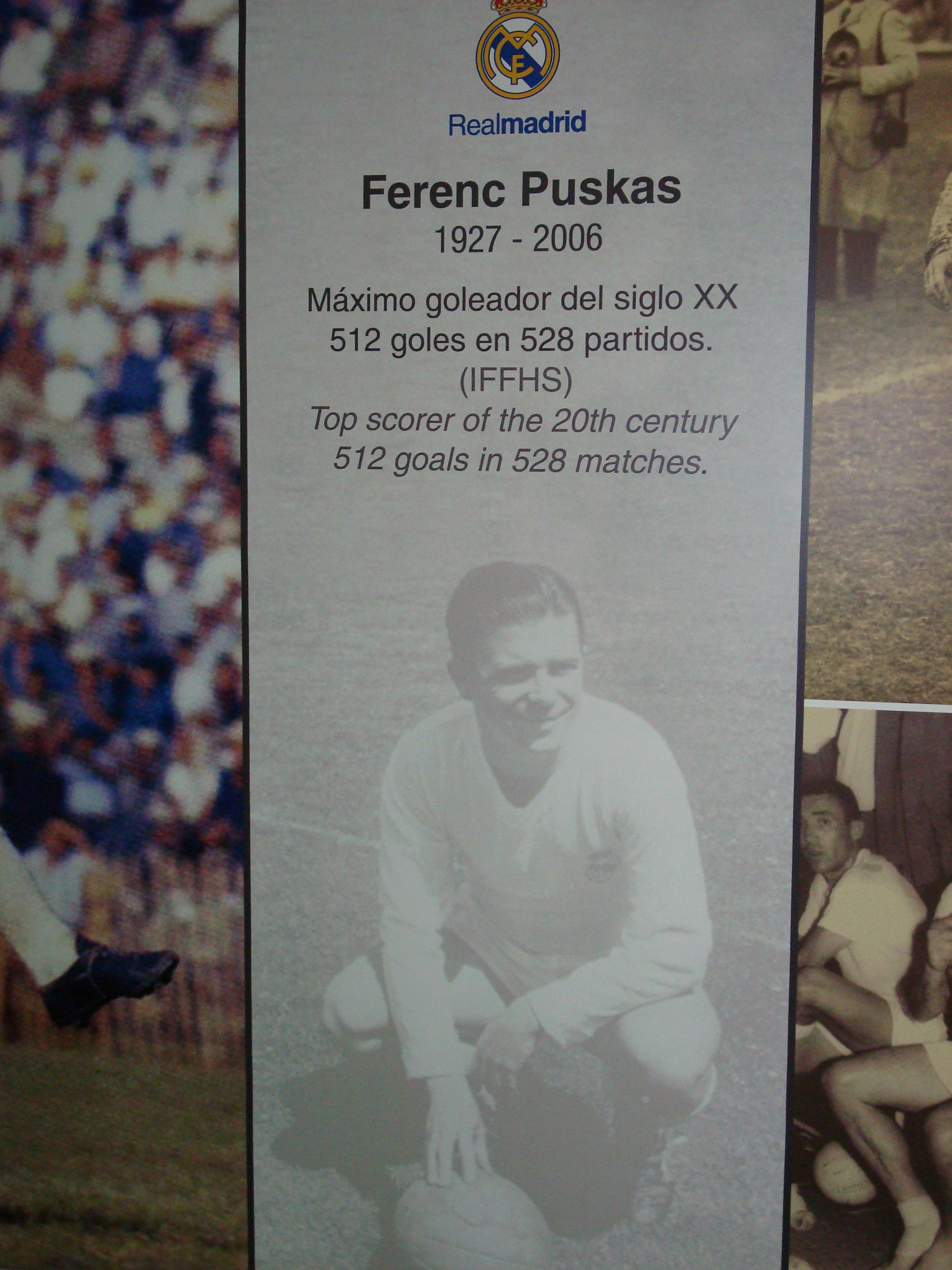
Ferenc Puskás.

| Pos. | Jugador            | Equipo                 | Goles |
| ---- | ------------------ | ---------------------- | ----- |
| 1º   | Ferenc Puskás      | Real Madrid            | 26    |
| 2º   | Emilio Morollón    | Real Valladolid        | 20    |
| 3º   | José María Rodilla | Real Valladolid        | 16    |
| 4º   | Amancio Amaro      | Real Madrid            | 14    |
|      | Luis Aragonés      | Real Betis             | 14    |
| 6º   | Félix Ruiz Gabari  | Real Madrid            | 13    |
|      | Juan Ángel Romero  | Elche CF               | 13    |
|      | José Veloso        | Deportivo de La Coruña | 13    |
| 9º   | Alfredo Di Stéfano | Real Madrid            | 12    |
|      | Cesáreo Rivera     | Sevilla CF             | 12    |
|      | Waldo Machado      | Valencia CF            | 12    |